# Atletik under sommer-OL 2012 – 800 m mænd
Mændenes 800 meter under Sommer-OL 2012 i London blev afholdt på Olympiske i London 6. til 9. august.

## Resultat

### Runde 1 1
Kvalifikations krav: første 3 fra hvert heat (Q) plus de 3 hurtigste tider (q).

#### Heat 1
| Placering | Atlet              | Nationalitet | Tid     | Note |
| --------- | ------------------ | ------------ | ------- | ---- |
| 1         | Nigel Amos         | BOT          | 1:45.90 | Q    |
| 2         | Fabiano Pecanha    | BRA          | 1:46.29 | Q    |
| 3         | Luis Alberto Marco | ESP          | 1:46.86 | Q    |
| 4         | Khadevis Robinson  | USA          | 1:47.17 |      |
| 5         | Marcin Lewandowski | POL          | 1:47.64 |      |
| 6         | Ivan Tukhtachev    | RUS          | 1:49.77 |      |
| 7         | Derek Mandell      | GUM          | 1:58.94 |      |
| N/A       | Mohammad Al-Azemi  | KUW          | N/A     | DQ   |

#### Heat 2
| Placering | Atlet                    | Nationalitet | Tid     | Note |
| --------- | ------------------------ | ------------ | ------- | ---- |
| 1         | David Rudisha            | KEN          | 1:45.90 | Q    |
| 2         | Musaeb Abdulrahman Balla | QAT          | 1:46.37 | Q    |
| 3         | Andrew Osagie            | GBR          | 1:46.42 | Q    |
| 4         | Wesley Vazquez           | PUR          | 1:46.45 |      |
| 5         | Jeffrey Riseley          | AUS          | 1:46.99 |      |
| 6         | Ismail Ahmed Ismail      | SUD          | 1:48.79 |      |
| 7         | Anis Ananenka            | BLR          | 1:49.61 |      |
| 8         | Samorn Kieng             | CAM          | 1:55.26 | SB   |

#### Heat 3
| Placering | Atlet              | Nationalitet | Tid     | Note |
| --------- | ------------------ | ------------ | ------- | ---- |
| 1         | Abubaker Kaki      | SUD          | 1:45.51 | Q    |
| 2         | Timothy Kitum      | KEN          | 1:45.72 | Q    |
| 3         | Abdulaziz Mohammed | KSA          | 1:46.09 | Q    |
| 4         | Andy González      | CUB          | 1:46.24 | q    |
| 5         | Gareth Warburton   | GBR          | 1:46.97 |      |
| 6         | Tamas Kazi         | HUN          | 1:47.10 | SB   |
| 7         | Soren Ludolph      | GER          | 1:48.57 |      |
| 8         | Arnold Sorina      | VAN          | 1:54.29 |      |

#### Heat 4
| Placering | Atlet                 | Nationalitet | Tid     | Note |
| --------- | --------------------- | ------------ | ------- | ---- |
| 1         | Nick Symmonds         | USA          | 1:45.91 | Q    |
| 2         | Geoffrey Harris       | CAN          | 1:45.97 | Q    |
| 3         | Adam Kszczot          | POL          | 1:45.99 | Q    |
| 4         | Pierre-Ambroise Bosse | FRA          | 1:46.03 | q    |
| 5         | Yuriy Borzakovskiy    | RUS          | 1:46.29 | q    |
| 6         | Andreas Bube          | DEN          | 1:46.40 |      |
| 7         | Manuel Antonio        | ANG          | 1:52.54 |      |
| N/A       | Brice Etes            | MON          | N/A     | DQ   |

#### Heat 5
| Placering | Atlet             | Nationalitet | Tid     | Note |
| --------- | ----------------- | ------------ | ------- | ---- |
| 1         | Hamada Mohamed    | EGY          | 1:48.05 | Q    |
| 2         | Sajad Moradi      | IRI          | 1:48.23 | Q    |
| 3         | Kevin Lopez       | ESP          | 1:48.27 | Q    |
| 4         | Masato Yokota     | JPN          | 1:48.48 |      |
| 5         | Michael Rimmer    | GBR          | 1:49.05 |      |
| 6         | Moussa Camara     | MLI          | 1:51.36 |      |
| 7         | Edgar Cortez      | NCA          | 1:58.99 |      |
| N/A       | Taoufik Makhloufi | ALG          | N/A     | DNF  |

#### Heat 6
| Placering | Atlet                | Nationalitet | Tid     | Note |
| --------- | -------------------- | ------------ | ------- | ---- |
| 1         | Mohammed Aman        | ETH          | 1:47.34 | Q    |
| 2         | Anthony Chemut       | KEN          | 1:47.42 | Q    |
| 3         | Antonio Manuel Reina | ESP          | 1:47.44 | Q    |
| 4         | Rafith Rodriguez     | COL          | 1:47.70 |      |
| 5         | Adnan Taess Akkar    | IRQ          | 1:47.83 |      |
| 6         | Amine El Manaoui     | MAR          | 1:48.48 |      |
| 7         | Prince Mumba         | ZAM          | 1:49.07 |      |
| 8         | Erzhan Askarov       | KGZ          | 1:59.56 |      |

#### Heat 7
| Placering | Atlet             | Nationalitet | Tid     | Note |
| --------- | ----------------- | ------------ | ------- | ---- |
| 1         | Duane Solomon     | USA          | 1:46.05 | Q    |
| 2         | Robert Lathouwers | NED          | 1:46.06 | Q    |
| 3         | Andre Olivier     | RSA          | 1:46.42 | Q    |
| 4         | Jakub Holuša      | CZE          | 1:46.87 |      |
| 5         | Julius Mutekanga  | UGA          | 1:48.41 |      |
| 6         | Moise Joseph      | HAI          | 1:48.46 |      |
| 7         | Benjamin Enzema   | GEQ          | 1:57.47 |      |
| N/A       | Kleberson Davide  | BRA          | N/A     | DNS  |

### Semifinaler
Kvalifikations krav: første 2 fra hvert heat (Q) plus de 2 hurtigste tider (q).

#### Heat 1
| Placering | Atlet              | Nationalitet | Tid     | Note |
| --------- | ------------------ | ------------ | ------- | ---- |
| 1         | Abubaker Kaki      | SUD          | 1:44.51 | Q    |
| 2         | Nigel Amos         | BOT          | 1:44.54 | Q    |
| 3         | Adam Kszczot       | POL          | 1:45.34 |      |
| 4         | Anthony Chemut     | KEN          | 1:45.63 |      |
| 5         | Robert Lathouwers  | NED          | 1:45.85 |      |
| 6         | Luis Alberto Marco | ESP          | 1:46.19 |      |
| 7         | Fabiano Pecanha    | BRA          | 1:46.29 |      |
| N/A       | Sajad Moradi       | IRI          | N/A     | DQ   |

#### Heat 2
| Placering | Atlet                    | Nationalitet | Tid     | Note |
| --------- | ------------------------ | ------------ | ------- | ---- |
| 1         | David Rudisha            | KEN          | 1:44.35 | Q    |
| 2         | Andrew Osagie            | GBR          | 1:44.74 | Q    |
| 3         | Nick Symmonds            | USA          | 1:44.87 | q    |
| 4         | Marcin Lewandowski       | POL          | 1:45.08 |      |
| 5         | Yuriy Borzakovskiy       | RUS          | 1:45.09 | SB   |
| 6         | Kevin Lopez              | ESP          | 1:46.66 |      |
| 7         | Musaeb Abdulrahman Balla | QAT          | 1:47.52 |      |
| 8         | Hamada Mohamed           | EGY          | 1:48.18 |      |
| 9         | Andy Gonzalez            | CUB          | 1:53.46 |      |

#### Heat 3
| Placering | Atlet                 | Nationalitet | Tid     | Note |
| --------- | --------------------- | ------------ | ------- | ---- |
| 1         | Mohammed Aman         | ETH          | 1:44.34 | Q    |
| 2         | Timothy Kitum         | KEN          | 1:44.63 | Q    |
| 3         | Duane Solomon         | USA          | 1:44.93 | q    |
| 4         | Pierre-Ambroise Bosse | FRA          | 1:45.10 |      |
| 5         | Andre Olivier         | RSA          | 1:45.44 |      |
| 6         | Antonio Manuel Reina  | ESP          | 1:45.84 |      |
| 7         | Geoffrey Harris       | CAN          | 1:46.14 |      |
| 8         | Abdulaziz Mohammed    | KSA          | 1:48.98 |      |

### Finale
| Placering | Atlet         | Nationalitet | Tid     | Note   |
| --------- | ------------- | ------------ | ------- | ------ |
| Guld      | David Rudisha | KEN          | 1:40.91 | WR     |
| Sølv      | Nigel Amos    | BOT          | 1:41.73 | WJR NR |
| Bronze    | Timothy Kitum | KEN          | 1:42.53 | PB     |
| 4         | Duane Solomon | USA          | 1:42.82 | PB     |
| 5         | Nick Symmonds | USA          | 1:42.95 | PB     |
| 6         | Mohammed Aman | ETH          | 1:43.20 | NR     |
| 7         | Abubaker Kaki | SUD          | 1:43.32 | SB     |
| 8         | Andrew Osagie | GBR          | 1:43.77 | PB     |